# Bancalán
Bancalán, es una isla situada en Filipinas, adyacente a la de Paragua, en el grupo de Balábac.
Administrativamente forma parte del barrio del mismo nombre   del municipio filipino de Balábac  de tercera categoría perteneciente a la provincia  de Paragua en  Mimaro,  Región IV-B de Filipinas.

## Geografía
Esta isla se encuentra situada al nordeste de  Isla de Ramos, frente a los  cabos Disaster y Encampment, entre las islas de Manlangule, a levante,  y Secam, a poniente; al oeste de  isla de Bugsuk, dividida entre los barrios de Nueva Cagayancillo (Bugsuk) y de Sebaring; al sur de los islotes de Patongón, de Camerán o Canimerán y de  Dalahicán.
La isla tiene una extensión superficial de aproximadamente 13,50 km², 5.700 metros de largo, en dirección este-oeste, y unos 3.570 metros de ancho. Dista 6.900 metros de isla Pandanán, cabo Manas y 6.200  a cabo Tarong, en la mencionada isla. A 3.670 metros se encuentra la isla de Manlangule y a 10.800 metros Isla de Ramos, cabos Disaster y Encampment.
El barrio de Bancalaán comprende las isla de Bancalán y de Manlangule, sí como los islotes  de Gabung, de Malinsono (Paradise Island) y de Byan.

### Demografía
El barrio  de Bancalaán contaba  en mayo de 2010 con una población de 10.427 habitantes siendo el más poblado del municipio.
Comprende los sitios de Loudán  y de Olorga, ambos situados en esta isla.

## Historia
Balábac formaba parte de la provincia española de  Calamianes, una de las 35 del archipiélago Filipino, en la parte llamada de Visayas. Pertenecía a la audiencia territorial  y Capitanía General de Filipinas, y en lo espiritual a la diócesis de Cebú.
De la provincia de Calamianes se segrega la Comandancia Militar del Príncipe, con su capital en Príncipe Alfonso, en honor del que luego sería el rey Alfonso XII, nacido en 1857.